# André Müller sen.
André Müller sen., eigentlich Willi Fetz (* 8. März 1925 in Köln; † 21. Januar 2021 ebenda), war ein deutscher Dichter, Publizist, Theaterkritiker und Theaterpraktiker und Dozent für Dramaturgie.

## Leben
Der gelernte Tischler verfiel nach eigenen Worten Mitte der 1950er Jahre dem Theater Bertolt Brechts. Von Brecht emanzipierte er sich gemeinsam mit Peter Hacks, mit dem ihn seit den 1950er Jahren eine enge Freundschaft verband. Viele Jahre arbeitete André Müller sen. als dramaturgischer Berater, so für Hansgünther Heyme in dessen Kölner Zeit und für Benno Besson.
Er war Theaterkritiker und als Redakteur mehrerer Kulturzeitschriften tätig, bis er selbst mit Stücken, Erzählungen, Satiren, Romanen, Anekdoten und Kinderbüchern Veröffentlichungen hatte. 1957 war er an der Gründung des Arbeitskreises Bertolt Brecht beteiligt. Von 1973 bis 2006 unterrichtete er an der Otto-Falckenberg-Schule, der Fachakademie für darstellende Kunst in München. 
André Müller sen. war mit der Fachjournalistin Anja Weintz verheiratet. Er lebte in Köln und Zülpich-Juntersdorf.

## Werk
André Müller sen. war im Westen wie im Osten als Autor umstritten. Sein streckenweise radikaler Realismus und sein „klassisches Kunstideal“ provozierten sowohl in der DDR als auch in der damaligen BRD. Ein konstantes Thema im Schaffen von Müller ist seine Beschäftigung mit der Kochkunst.
André Müller sen. kann als der engste Freund des Dichters Peter Hacks bezeichnet werden. Seit den späten 1950er Jahren bestand ein ununterbrochener Briefwechsel und persönlicher Austausch. Die wechselseitige Einflussnahme von Hacks und Müller ist vielfältig nachweisbar. Von Müller ist bekannt, dass er eine Sammlung von Hacks-Anekdoten verfertigt hat, die nur im Privatdruck erschien. Der Briefwechsel von Hacks und Müller aus den Jahren 1989 / 1990 erschien 2001 unter dem Titel Nur daß wir ein bisschen klärer sind in Berlin. 2008 erschienen die Gespräche mit Hacks (1963–2003) in Berlin.

### Theater
André Müller sen. gilt als Shakespeare-Spezialist. Mit einer unakademischen Herangehensweise interpretiert er Shakespeare-Stücke der elisabethanischen und der jakobäischen Zeit völlig neu. Müllers Methode ist es, die seiner Meinung nach im Text verborgenen gesellschaftlichen Hintergründe verständlich zu machen. Damit legt er übersehene, unterbewertete, vergessene oder auch zugeschüttete Bedeutungsschichten frei, was zu verblüffenden Einsichten in die Welt Shakespeares, seiner Figuren, aber auch des künstlerischen Schaffensprozesses führt. Müller betont: „Die aufgezeigten Vorgänge und ihre Bedeutung können nur die Grundlage bilden, auf der die Poesie ihre eigentümliche Schönheit entfalten muss“. Sein hermeneutisches Shakespeare-Verständnis ist autorzentriert und geprägt durch den Einfluss der marxistischen Literaturwissenschaft sowie durch Brechts Shakespeare-Rezeption.
Peter Hacks schrieb hierzu: „Der Vorteil von André Müllers Methode liegt in ihrer Beweiskraft. Er spricht nicht: soundso interpretiere ich den Hamlet, er spricht: das und das steht drin. Sorgfalt, die Tugend der Dummköpfe, erweist sich bei diesem denkenden Mann als ein Hilfsmittel von unschätzbarem Wert. Es kommt an den Tag, dass Shakespeare selber Ideen hatte und deren der Ausleger vielleicht so sehr nicht bedarf.“ In der Shakespeareforschung bleiben Müllers Interpretationen umstritten, da er nicht die Originaltexte berücksichtigt, sondern sich in der Interpretation ausschließlich auf deutsche Übersetzungen stützt. Als problematisch wird die Fokussierung auf politisch-soziologische Aspekte in den Dramen empfunden.
1973 debütierte André Müller sen. mit der Satire Das letzte Paradies in Göttingen. Das Stück wurde später vom Bayerischen Rundfunk verfilmt.
Eine Neufassung von Daphnis und Chloe nach Clairville / Cordier und Jacques Offenbach wurde uraufgeführt bei den Dresdner Musikfestspielen 1985.

### Epik
Der Roman Am Rubikon. Die schaudervollen Vorkommnisse in der Kommune V erzählt die psychologische Genesis der RAF: Eine sich politisch gebende Zweckgemeinschaft linker, aber weitestgehend selbstbezüglich lebender Studenten wird durch einen sich verstellenden Aufsteiger sowie durch einen in ihrer Mitte lebenden Polizeispitzel zunehmend radikalisiert und manipuliert. Die Studenten stehen den Anforderungen der Realität hilflos gegenüber und fallen auf jeden weiteren Schachzug der beiden Opponenten herein, bis aus der dichter werdenden Mischung aus antikommunistischer und linksradikaler Gesinnung heraus die Gründung der RAF am Ende unausweichlich, und der Rubikon überschritten wird. Der Roman sollte zunächst in der DDR erscheinen, wo er nicht erscheinen durfte, weil er nicht „solidarisch“ mit der Neuen Linken umgeht. Westdeutsche Verlage lehnten das Buch ab, da der Autor unterstellt, die Behörden hätten ein eigenes Interesse an der Erstarkung des Terrorismus gehabt. Das Buch war erst 1987 bei Pahl-Rugenstein in Köln für kurze Zeit in einer Kleinauflage erhältlich und wurde 2008 neu aufgelegt.
1985 erschien Die Partei der Knoblauchfreunde, eine Satire auf die Verfahren in marxistischen Parteien. 2007 kam das Buch Anne Willing, oder: Die Wende vor der Wende, ein Schlüsselroman, der Entwicklungen der DDR in den späten sechziger und frühen siebziger Jahren zum Thema hat. André Müller sen. hat zudem zwei Sammlungen mit Anekdoten von Brecht und Karl Marx veröffentlicht.

## Veröffentlichungen

### Dramen
Zumeist als Bühnenmanuskripte (BM) beim Drei Masken Verlag, München.
- Das letzte Paradies. Komödie in acht Bildern. (BM 1970; Separatdruck Berlin 1973).
- Friedrich Ludwig Jahn. Ein Festspiel. Satirische Komödie (BM 1973).
- 1945. Eine Szenenfolge (BM 1984).
- Daphnis und Chloe. Operette für Schauspieler, nach dem Libretto von Clairville und Cordier und der Musik von Jacques Offenbach (BM 1985, UA 1985).
- Mobuto. Komödie in drei Akten (BM 1991).
- Felix, der Pinguin. Ein Märchen für Kinder (BM 1992, Separatdruck 1979).
- Die Epikuräer von Köln. Lustspiel (1994).

### Bücher
- Kreuzzug gegen Brecht. Die Kampagne in der Bundesrepublik 1961 / 62, Berlin: Aufbau 1962, 128 S.
- Der Regisseur Benno Besson. Gespräche, Notate, Aufführungsphotos, Berlin: Henschel 1967, 116 S.
- Geschichten vom Herrn B., 99 Brecht-Anekdoten, Frankfurt am Main: Insel-Verlag 1967, zusammen mit Gerd Semmer.
- Geschichten vom Herrn B., 100 neue Brecht-Anekdoten, München: Kindler 1968, zusammen mit Gerd Semmer.
- Lesarten zu Shakespeare, Berlin: Aufbau 1969.
- Anekdotisches Spectaculum, München: Kindler 1970.
- Der Schauspieler Fred Düren, Berlin: Henschel 1972.
- Das letzte Paradies. Komödie, Berlin: Eulenspiegel 1973, 85 S., mit Illustrationen von Hans Ticha.
- Halten Sie den Kopf hin!. Marx-Anekdoten, Berlin: Eulenspiegel 1977, 99 S.
- Über das Unglück, geistreich zu sein, oder 450 Anekdoten über geistreiche Philosophen, Künstler, Könige, Päpste und Politiker, Berlin: Eulenspiegel 1978, 232 S., mit Illustrationen von Peter Laube.
- Dalli, der Haifisch, Berlin: Kinderbuchverlag 1978, mit Illustrationen von Klaus Ensikat.
- Felix, der Pinguin, Berlin: Kinderbuchverlag 1979, mit Illustrationen von Erika Klein.
- Shakespeare ohne Geheimnis, Leipzig: Philipp Reclam jun. 1980, mit einem Vorwort von Peter Hacks. Neuauflage Berlin: Eulenspiegel Verlag 2006.
- Geschichten von Herrn B.. Gesammelte Brecht-Anekdoten, Leipzig: Philipp Reclam jun. 1977, 82 S., zusammen mit Gerd Semmer. Neuaufl. Berlin: Eulenspiegel Verlag 2006.
- Die Partei der Knoblauchfreunde, Stuttgart: Loipfing-Press 1985, 120 S., mit Illustrationen von Eckard Alker.
- Die Rosenschule, Berlin: Kinderbuchverlag 1987, mit Illustrationen von Andreas J. Mueller.
- Am Rubikon. Die schaudervollen Vorkommnisse in der Kommune V, Köln: Pahl-Rugenstein 1987, 412 S., mit einem Essay von Armin Stolper und einem Streitbrief von Peter Hacks. Verb. Neuauflage Mainz: Verlag Andre Thiele 2008, ISBN 978-3-940884-03-9.
- Nur daß wir ein bisschen klärer sind. Der Briefwechsel mit Peter Hacks 1989 / 90, Berlin: Eulenspiegel 2001.
- Shakespeare verstehen. Das Geheimnis seiner späten Tragödien, Berlin: Eulenspiegel Verlag 2004.
- Anne Willing. Die Wende vor der Wende, Berlin: Das Neue Berlin 2007, 464 S., ISBN 978-3-360-01296-8.
- Gespräche mit Hacks 1963-2003, Berlin: Eulenspiegel Verlag 2008, 465 S., ISBN 978-3-359-01687-8.
- Geschichten vom Herrn B., Neuausgabe, Berlin: Eulenspiegel Verlag 2016, 128 S., ISBN 978-3-359-01714-1.

## Briefwechsel
- mit Peter Hacks: Der Briefwechsel zwischen Peter Hacks und André Müller sen. 1957–2003. Hrsg. v. Heinz Hamm und Kai Köhler. Eulenspiegel, Berlin 2023, ISBN 978-3-359-02459-0.